# Карел Франтішек Орлик
Карел Франтішек Орлик (*чеськ. Karel František Alexander Orlík, нім. Karl Franz Alexander von Orlick; 1695 — 1770) — державний діяч часів Габсбурзької монархії.

## Життєпис
Походив з баронського роду Орликів. Син барона Петра Леопольда Орлика, судді в Опаві, Єгерндорфі та Оломоуці, й Клари Констанції фон Менніх. Здобув гарну освіту, здійснив освітню подорож Західною Європою.
З 1719 року перебував на державній службі, ставши членом Опавського суду. З 1722 року засідав при Менському суді Оломоуцької єпархії в Кромержижі. 1723 року стає членом суду герцогства Єгерндорф.
1727 року розділив з братами батьківські володіння. Спочатку підписувався як «пан Животице та Држковице» (до продажу цих маєтків графу Яну Людвіку з Жеротинна-на-Лосині).
1735 року під час війни за польську спадщину організовував забезпеченнями харчами та облаштуванням російського підрозділу генерала Бахматов (діяв у складі експедиційного корпусу Петра Лассі).
1736 року Карел Франтішек Орлик стає найвищім суддею герцогства Троппау і Оломоуца, 1739 року — найвищим камергером Троппау. Потім отримав чин таємного радника. 1751 року призначено ландесгауптманом (земським гетьманом) Троппау і Єгерндорфу. 1753 року стає графом. 1764 року призначено імператорським намісником герцогства Троппау-Єгерндорфа. Того ж року обирається головою місцевого ландтагу.
Значні кошти витрачав на розбудову свого родинного замку, внаслідок чого до кінця життя поринув у значні борги. Помер 1770 року.

## Родина
- Карел Вольфганг Фредерік (1735—1786), генерал-майор
- Гундакар Йозеф (1736—1760)
- Ян Непомук Філіп (1738—1773), каноник Оломоуца
- Їндржих Арношт Йозеф (1740—1783), мальтійський лицар
- Ян Кржтитель Ойген (1747/1750—1811), полковник